# Jelena Wajenga
Jelena Wajenga, właśc. Jelena Władimirowna Chrulowa (ros. Еле́на Ва́енга (Елена Владимировна Хрулёва); ur. 27 stycznia 1977 w Siewieromorsku) – rosyjska piosenkarka, kompozytorka, aktorka i artystka estradowa.

## Życiorys
Jest córką inżyniera i chemiczki. Jej pseudonim pochodzi od dawnej nazwy Siewieromorska (do 1951). Pierwsze swoje utwory komponowała, kiedy miała 9 lat i startowała w konkursach dla młodych kompozytorów. W Leningradzie uczęszczała do szkoły muzycznej im. N. Rimskiego-Korsakowa, w klasie fortepianu. Po ukończeniu nauki uczyła muzyki w szkole, sporadycznie śpiewała na scenie. Naukę kontynuowała w Akademii Teatralnej w Leningradzie (LGITIMIK), w klasie Giennadija Trostianieckiego, ale wkrótce ją porzuciła i wyjechała do Moskwy, gdzie miał ukazać się jej pierwszy album (używała pseudonimu Nina). W rzeczywistości ukazał się tylko teledysk do piosenki Długie korytarze (Длинные коридоры).
Studia aktorskie ukończyła w katedrze sztuk teatralnych Bałtyckiego Instytutu Ekologii, Polityki i Prawa w Sankt Petersburgu. W 2005 ukazał się album Wajengi Biały ptak, z tak popularnymi utworami jak Lotnisko (Аэропорт), Tajga (Тайга) czy Szopen (Шопен). Za utwór Курю w 2009 Wajenga zdobyła prestiżową nagrodę Złotego Gramofonu. Rok później zdobyła tę nagrodę po raz drugi za utwór Аэропорт. 7 stycznia 2011 jej koncert w Pałacu Kremlowskim transmitowała 1 kanał telewizji rosyjskiej. W tym samym roku zdobyła Złoty Gramofon po raz trzeci, tym razem za piosenkę Клавиши.
W 2011 Jelena Wajenga wystąpiła na 150 koncertach, w Rosji, ale także w Stanach Zjednoczonych, Niemczech i Izraelu. Magazyn Forbes w 2011 umieścił ją na dziewiątej pozycji wśród najlepiej zarabiających artystów rosyjskiego show-biznesu. W czasie wyborów prezydenckich w 2012 wspierała czynnie kandydaturę Władimira Putina na urząd prezydenta Rosji.

## Repertuar
Piosenkarka ma na swoim koncie dziesięć albumów. W repertuarze Wajengi oprócz piosenek pisanych specjalnie dla niej znajdują się stare romanse rosyjskie, ballady i pieśni do słów poetów rosyjskich (Siergieja Jesienina, Nikołaja Gumilowa). 

## Życie prywatne
Jest mężatką (mąż Iwan Iwanowicz Matwijenko, pochodzenia romskiego, producent muzyczny). Ma syna Iwana (ur. 2012).

## Dyskografia
- 2003 – Портрет
- 2003 – Флейта 1
- 2005 – Флейта 2
- 2005 – Белая птица
- 2006 – Шопен
- 2007 – Absenta
- 2007 – Дюны
- 2008 – Клавиши
- 2009 – Любимое
- 2009 – Желаю солнца (zapis koncertu na DVD)
- 2012 – Лена